# The Fatal Hour (film, 1940)
Série Mr. Wong
Mr. Wong in Chinatown
(1939) La Malédiction
(1940)
Pour plus de détails, voir Fiche technique et Distribution.
The Fatal Hour est un film américain réalisé par William Nigh, sorti en 1940.
Quatrième volet de la série Mr Wong, le film est également connu sous le titre Mr. Wong at Headquarters.

## Fiche technique
- Titre : The Fatal Hour
- Réalisation : William Nigh
- Scénario : Scott Darling et George Waggner
- Photographie : Harry Neumann
- Montage : Russell F. Schoengarth
- Pays de production : États-Unis
- Format : Noir et blanc - 1,37:1 - Mono
- Genre : policier, Drame[1]
- Date de sortie : 1940

## Distribution
- Boris Karloff : James Lee Wong
- Marjorie Reynolds : Roberta 'Bobbie' Logan
- Grant Withers : Capt. Bill Street
- Charles Trowbridge : John T. Forbes
- Frank Puglia : Harry 'Hardway' Lockett
- Craig Reynolds : Frank Belden, Jr.
- Lita Chevret : Tanya Serova
- Harry Strang : Det. Ballard
- Hooper Atchley : Frank Belden Sr.
- Jason Robards Sr. : Griswold
- Richard Loo : Jeweler
- Pauline Drake : Bessie (non crédité)
- Harry Harvey : le vendeur de radio (non crédité)
- Elsa Janssen : femme de chambre (non crédité)
- Paul Scardon : Homer Lyons (non crédité)